# UB-45号潜艇
陛下之UB-45号艇是德意志帝国海军于第一次世界大战期间建造的其中一艘UB-II型近岸潜艇或称U艇。它由不来梅的威悉船厂承建，自1915年9月3日开始铺设龙骨。其全长36.9米，水面及水下排水量分别为272吨和305吨，艇载武器则包括两具500毫米的艇艏鱼雷发射管以及一门88毫米口径甲板炮。完工后的艇体被拆解成若干部分并通过铁路运输至奥匈帝国港口普拉进行重新组装，并于1916年5月在当地下水及交付使用。
UB-45号曾先后被部署至普拉区舰队和君士坦丁堡半区舰队服役，并参与了地中海潜艇战。在六个月役期的五次巡逻中，该艇累计击沉了4艘协约国商船，容积总吨为15361吨。1916年11月初，UB-45号在从保加利亚的瓦尔纳基地出发时，撞上水雷并迅速沉没。艇内20名官兵中有15人事件中丧生；而获救的5名水兵中也有1人后来因伤势过重而死亡。UB-45号的残骸于1930年代由保加利亚海军所发现并打捞，并着眼于重建该艇。威悉船厂的工程师们确定修复潜艇是可行的，但从未实现。1938年11月，从残骸中找到的遗体经过镇上的葬礼游行后，最终被埋葬在瓦尔纳。

## 设计及建造
第一次世界大战爆发后，随着U艇战形势的发展，UB-I型潜艇排水量过小、适航性不佳、推进系统可靠性低等问题愈发凸显。一个主要问题是，由于它们只有单个螺旋桨轴和发动机组合，如果其中任何一个部件发生故障，潜艇就会几乎完全失效。为了纠正相关缺陷，潜艇监察局于1915年4月研发了UB-I型潜艇的放大版——UB-II型。UB-II型艇采用了双桨双发配置（每个发动机驱动一根轴），同时也提高了潜艇的航速。新的设计还包括续航能力更强的蓄电池、更大的鱼雷发射管和甲板炮。作为UB-II型艇的一份子，UB-45号还可以携带两倍于UB-I型的鱼雷载荷，以及将近十倍的燃料。为了适应所有这些变化，其艇体更大，而且水面和水下排水量均是UB-I型艇的两倍以上。
UB-45号是不来梅威悉船厂承建的UB-II型第二批次（UB-42至UB-47号）四号艇，由德国国家海军办公室于1915年7月31日订购。其全长36.90米，舷宽4.37米。艇体采用单壳体加鞍形水柜构造，浮起时的吃水深度为3.69米，水面及水下排水量分别为272吨和305吨。主机为两台戴姆勒六缸四冲程270匹公制馬力（200千瓦特）柴油机用于水面运行，以及两台280匹公制馬力（210千瓦特）的西门子-舒克特电动发电机用于水下航行；水面最高航速8.82節（16.33每小時），水下6.22節（11.52每小時）；能够在水面以5节航速续航6,940海里（12,850），或以5節（9.3每小時）连续在水下航行45海里（83）而无需充电。蓄电池被放置在中央潜柜的前方，以配平更重的发动机安装。其最大潜水深度为50米，潜没需时为30－45秒。
UB-45号的主武器为两具500毫米艇艏鱼雷发射管，采用层叠式布局，以实现可以创造最佳表面效率的舷弧设计；鱼雷携带量为4枚，威力亦显著提高。辅助武器是一门88毫米30倍径速射炮。司令塔增加了一具潜望镜，并配备了1根两段式可伸缩通信桅杆，前水平舵外形也做了调整。其标准船员编制为2名军官加21名水兵。
UB-45号自1915年9月3日开始铺设龙骨。由于舷宽突破了铁路限界，大多数UB-II型艇都是在竣工后独力驶往作战港口，但作为在建造中即被指派至地中海服役的六艘姊妹艇之一，UB-45号仍然是通过铁路运往奥匈帝国的海军基地普拉。解决办法是将艇体纵向剖开，分成大致相等的若干部分后，再通过铁路平车装运。威悉船厂的工人会在普拉重新组装该艇，UB-45号于1916年5月12日在当地下水。

## 服役历史
1916年5月26日，UB-45号在前UC-12号艇长、时年31岁的海军上尉卡尔·帕利斯的指挥下正式入役，随即被编入普拉区舰队。尽管区舰队的基地设于奥匈帝国的军港普拉，但其下属潜艇却主要在更南端、更靠近地中海的卡塔罗基地执行任务。它们通常只会返回普拉进行维修。
7月中旬，UB-45号在三天内击沉了两艘轮船，取得首次战功。第一艘弗吉尼亚号（Virginia）于16日沉没，当时它正从托雷维耶哈向加尔各答运盐。这艘容积总吨为4279吨的英国货轮是在距离马塔潘角西南偏西约42海里（78）处被击沉，船上两人罹难。两天后，法国的鲁昂城号（Ville de Rouen）在马塔潘角西南约120海里（220）处沉没。4721总吨的鲁昂城号也是被UB-45号击沉的最大容积受害者。
在同盟国占领罗马尼亚南部之后（参见第一次世界大战中的罗马尼亚），德意志帝国海军便有足够的燃油供部署至黑海的潜艇使用。为此，UB-45号及其普拉区舰队的三艘姊妹艇奉命前往君士坦丁堡，沿途必须穿越协约国已在1916年中期布设了大量水雷的达达尼尔海峡。UB-45号于8月12日加入君士坦丁堡半区舰队。
德国潜艇在黑海所获的成就甚微，从1916年8月至年底仅击沉六艘船，其中UB-45号便占了其中的三分之一。8月31日，UB-45号在波季附近海域击沉了2660总吨的意大利轮船台伯河号（Tevere）。台伯河号已被俄罗斯帝国海军征用，当时正担任运兵船。两天后，UB-45号又在特拉布宗对开约45海里（83）处发射鱼雷击沉了另一艘俄国运输船——3701总吨的乔康达号（Gioconda）。这也是UB-45号击沉的最后一艘船。

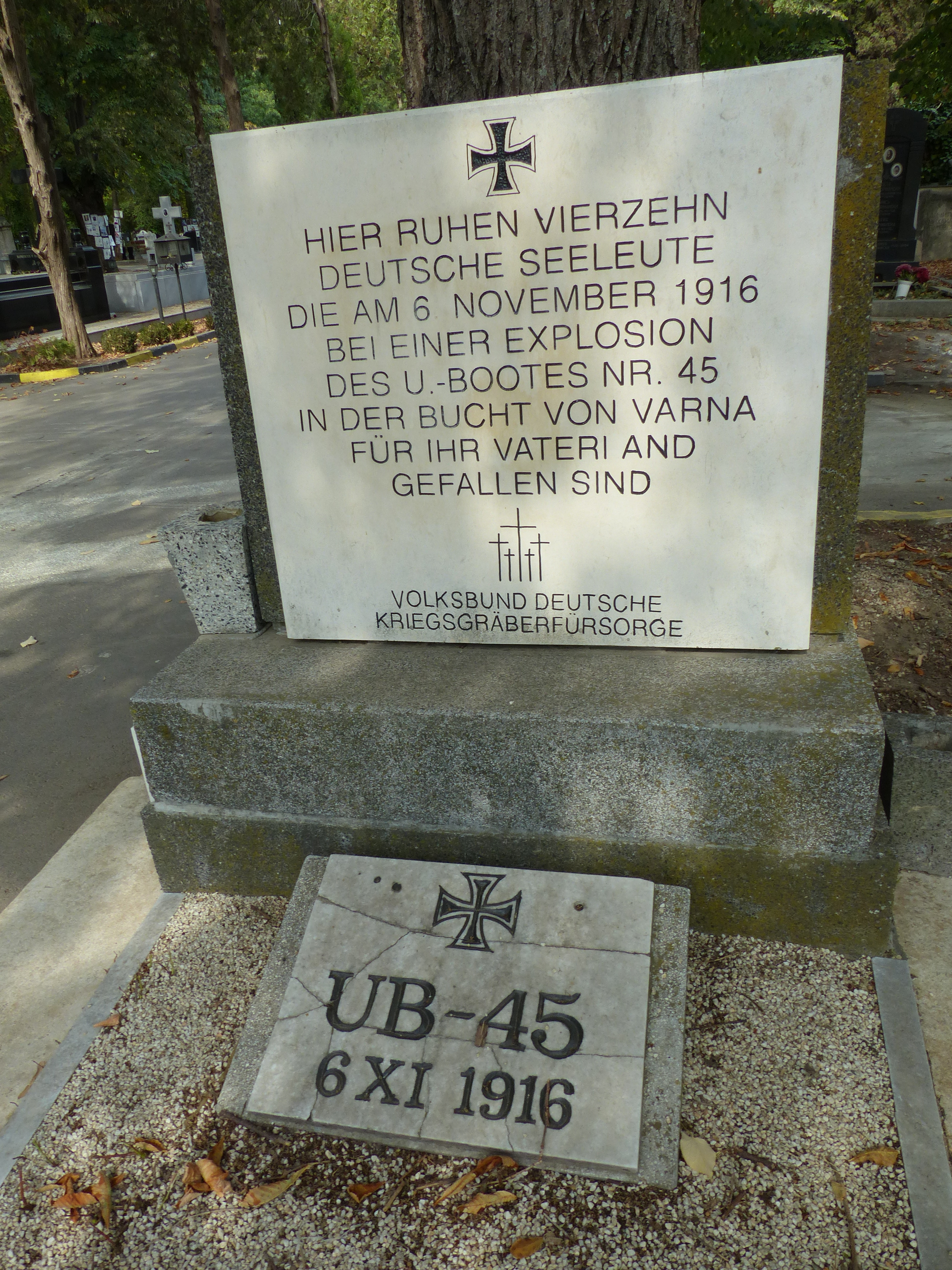
位于瓦尔纳的UB-45号阵亡船员纪念碑

11月6日14:30，UB-45号在保加利亚鱼雷艇严厉号（Строги）的护送下从瓦尔纳出发，该鱼雷艇已清除了一条穿过俄国水雷的航道。在被认为是雷区边缘的地带，UB-45号绕过严厉号的左舷，直接驶入了俄国军队于前一天晚上布设的第二个雷区。一枚赫兹水雷在UB-45号的控制室和轮机舱之间爆炸，其威力足以将潜艇炸成两半。UB-45号迅速下沉，以至于仅身处司令塔上的3人和甲板上的2名人幸存，但均告负伤；艇内的其余15名船员则在这次袭击中阵亡。翌日，其中一名幸存者也因伤势严重而死亡。
1932年，保加利亚海军构想了一个搜寻UB-45号残骸的计划，打算将其整体打捞上岸作为一艘训练艇服役，或者至少打捞并修复潜艇的88毫米甲板炮。此举的另一项考量则是寻找UB-45号船员的遗骸。经过两年的搜索，保加利亚扫雷舰于1934年7月19日发现了沉船的位置，即43°12′N 28°09′E / 43.200°N 28.150°E处，靠近当时的保加利亚－罗马尼亚边境。UB-45号的残骸是在一次特别行动中打捞上岸，其成本比一门新的88毫米火炮的成本低了好几倍。作为UB-45号的生产方，德国潜艇制造商威悉船厂的工程师到现场检查了潜艇残骸，并确定对其进行修复是可行的。若将潜艇恢复至运行作状态，无论是作为一艘训练艇还是一艘军用潜艇，都将花费2100万列弗（按1936年的美元计算约为25万美元），大大低于一艘类似新造潜艇所需的5600万至6500万列弗（68万至79万美元）。最终，出于对死者的尊重，保加利亚海军选择从德国订购新的潜艇，而不是修复UB-45号。然而，UB-45号的甲板炮得到重新使用，潜艇的一台柴油发动机也被恢复到可运作状态，并投入训练舰阿森号（Асен）的舰上使用。
1936年2月26日，经过城镇举办的军事葬礼游行之后，在沉船内寻获15名船员的遗骸被安葬在瓦尔纳公墓。纪念阵亡船员的纪念碑于1938年8月12日隆重竖立，并由保加利亚海军司令伊万·瓦里克莱奇科夫少将亲自主持了庄严的祝圣仪式。1936年10月28日至11月1日，在德国轻巡洋舰埃姆登号首度访问保加利亚期间，时任舰长、海军上校瓦尔特·洛曼在瓦尔纳的边防警卫纪念碑和UB-45号阵亡德国船员坟墓前敬献花圈。1938年11月，埃姆登号再度到访瓦尔纳，后任艇长保罗·韦弗上校也前往相同地点敬献了花圈。1991年8月18日，UB-45号阵亡船员墓改由保加利亚海军学员照管。1990年代中期，一个特别任命的委员会决定将15名阵亡船员的遗骨转移至瓦尔纳公墓的中央战争墓地。

## 袭击历史摘要
| 日期          | 船名       | 船籍           | 吨位  | 结局 |
| ------------- | ---------- | -------------- | ----- | ---- |
| 1916年7月16日 | 弗吉尼亚号 | 英国           | 4279  | 击沉 |
| 1916年7月18日 | 鲁昂城号   | 法國           | 4721  | 击沉 |
| 1916年8月31日 | 台伯河号   | 意大利皇家海军 | 2660  | 击沉 |
| 1916年9月2日  | 乔康达号   | 俄羅斯帝國海軍 | 3701  | 击沉 |
|               |            | 总计：         | 15361 |      |

## 脚注
1. 1 2 3 4 5 6  Helgason, Guðmundur. . German and Austrian U-boats of World War I - Kaiserliche Marine - Uboat.net.   [2009-02-12].
2. 1 2 3 4  Gröner 1991，第23-25頁.
3. 1 2  Helgason, Guðmundur. . German and Austrian U-boats of World War I - Kaiserliche Marine - Uboat.net.   [2009-02-12].
4. 1 2 3  Miller，第48頁.
5. 1 2 3 4  陈进，第47頁.
6. ↑  Williamson，第13頁.
7. 1 2 3 4  Tarrant，第172頁.
8. ↑  Rössler，第50頁.
9. 1 2  Halpern，第383頁.
10. ↑  Miller，第49頁.
11. ↑  Helgason, Guðmundur. . German and Austrian U-boats of World War I - Kaiserliche Marine - Uboat.net.   [2022-04-13].
12. ↑  Halpern，第384頁.
13. 1 2 3 4 5  Helgason, Guðmundur. . German and Austrian U-boats of World War I - Kaiserliche Marine - Uboat.net.   [2009-02-12].
14. ↑  Helgason, Guðmundur. . German and Austrian U-boats of World War I - Kaiserliche Marine - Uboat.net.   [2009-02-13].
15. ↑  Helgason, Guðmundur. . German and Austrian U-boats of World War I - Kaiserliche Marine - Uboat.net.   [2009-02-13].
16. 1 2  Halpern，第248–249頁.
17. ↑  Halpern，第249頁.
18. ↑  Helgason, Guðmundur. . German and Austrian U-boats of World War I - Kaiserliche Marine - Uboat.net.   [2009-02-13].
19. ↑  Helgason, Guðmundur. . German and Austrian U-boats of World War I - Kaiserliche Marine - Uboat.net.   [2009-02-13].
20. 1 2 3  Messimer，第166頁.
21. 1 2 3 4 5  Panayotov, Atanas.  (PDF). Военноисторически Сборник. 2006, (4): 45–48  [2009-02-25]. ISSN 0204-4080. OCLC 5312775. （原始内容 (pdf)存档于2008-05-09）.
22. ↑  Brandt，第xxxiii頁.
23. 1 2  Iwan Alexiew. . Morski westnik. 2016-11.
 （页面存档备份，存于） .   [2022-04-14]. 原始内容存档于2019-10-08.
24. ↑  Вълканов，第12頁.
25. 1 2  Драгнев，第6頁.